# Google Play Indie Games Festival
Das Google Play Indie Games Festival bezeichnet einen jährlich (seit 2016) von Google ausgeschriebenen Wettbewerb für mobile Games.
In Europa fand der Wettbewerb erstmals 2017 statt, und das Spiel Reigns belegte den ersten Platz.
Unter den Einreichungen werden in Europa, Japan und Südkorea je 20 Finalisten ausgewählt, von denen 3 von einer Fachjury als Sieger ausgewählt werden.
Die Gewinner erhalten neben einer prominenten Platzierung bei Google Play jeweils eine Werbekampagne im Wert von 100.000 €.

## Gewinner
|      | Europa                                                         | South Korea                                                                                 | Japan                                                |
| ---- | -------------------------------------------------------------- | ------------------------------------------------------------------------------------------- | ---------------------------------------------------- |
| 2022 | - Dungeons of Dreadrock - Please, Touch the Artwork - Quadline | - Dungeon Log: Legendary Adventurer - Lost Page - The Beginning of the Bridle - The Greater | - Catastrophe Restaurant - Raspberry Mash - Soulvars |
| 2021 | - Bird Alone - Cats in Time - Gumslinger                       | - Bird Alone - Cats in Time - Gumslinger                                                    | - Bird Alone - Cats in Time - Gumslinger             |
| 2020 | - Cookies must die - inbento - The White Door                  | - Cookies must die - inbento - The White Door                                               | - Cookies must die - inbento - The White Door        |
| 2019 | - G30 - Ordia - Photographs                                    | - G30 - Ordia - Photographs                                                                 | - G30 - Ordia - Photographs                          |
| 2018 | Bury me my Love                                                | Bury me my Love                                                                             | Bury me my Love                                      |
| 2017 | Reigns                                                         | Reigns                                                                                      | Reigns                                               |